# Liste des seigneurs d'Esneval
Pour les articles homonymes, voir Esneval.
Les seigneurs d'Esneval, dans le Pays de Caux, ont traditionnellement porté le titre honorifique de vidame de Normandie. La baronnie d'Esneval s'étendait à Pavilly et sur quelques communes à l'entour. Elle relevait du roi, à cause de son duché de Normandie,.

## Famille d'Esneval

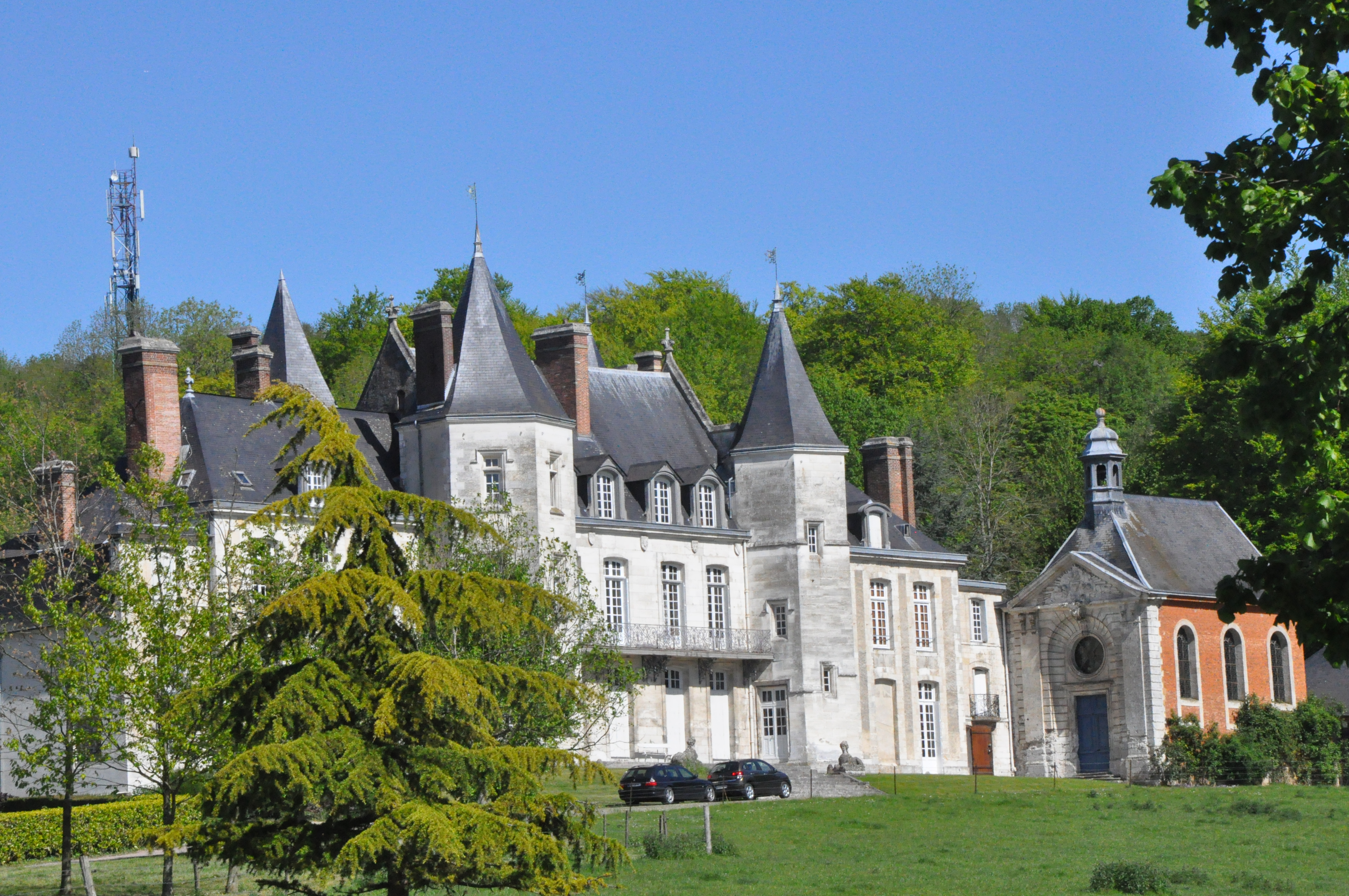
Le château d'Esneval à Pavilly.

- Robert d'Esneval, seigneur d'Esneval, épouse en 1280 Marguerite de Pavilly, dame de Pavilly[1].
- Enguerrand d'Esneval, seigneur d'Esneval et de Pavilly, mort en 1396, épouse Isabelle de Malemains, dame de Berville-en-Caux[1].
- 1396-1421 : Jeanne d'Esneval, dame d'Esneval, de Pavilly et de Berville, fille du précédent, décédée le 20 septembre 1421 au château d'Ivry-la-Bataille, inhumée à l'abbaye d'Ivry ; elle épouse en premières noces vers 1404 Jean de La Personne, vicomte d'Acy-les-Soissons, chambellan du roi Charles VI ; épouse en secondes noces, Gauvain (II) de Dreux (des sires de  Châteauneuf), tué à Azincourt le 20 septembre 1415, dont postérité[3].

## Maison de Dreux
- 1421-1476 : Robert de Dreux, seigneur d'Esneval, de Pavilly, de Berreville et vidame de Normandie par sa mère, seigneur de La Coudraye en partie (probablement à Ardelles), de Beaussart et de Senonches par son père. Né vers 1406, il devient chef de la Maison de Dreux en 1420, et il est autorisé par le roi à prendre les pleines armes de Dreux. Il meurt le 18 juin 1476, inhumé au couvent des Jacobins de Rouen. Il épouse Guillemette de Segrie, dame de Morainville (Eure), décédée en 1490, inhumée à Rouen, fille et héritière de Louis de Segrie, seigneur de Morainville, et d'Isabelle de Roissi, dont :
- 1476-1498 : Jean (II) de Dreux, seigneur d'Esneval et de Pavilly, vidame de Normandie après son père, seigneur de Beaussart, de Berreville et de Senonches, mort le 4 juin 1498. Épouse vers 1478 Gilette Picard, décédée après 1500, inhumée à Rouen (veuve, elle se remaria en secondes noces à Martin de La Caille, seigneur de Fréville), fille de Guillaume Picard, chevalier, et de Jeanne de La Garde, dont :
- 1498-1512 : Catherine de Dreux, dame d'Esneval, de Pavilly, de Beausart et de Senonches, née en 1480, décédée le 20 novembre 1512 et inhumée à Pavilly. Épouse avant 1501 Louis de Brézé (1463-1531), chevalier, comte de Maulévrier, seigneur du Bec-Crespin, de Mauny et d'Anet, grand veneur de France, gouverneur de Normandie et grand sénéchal de Normandie ; sans postérité de sa première femme, vidame de Normandie par alliance (veuf, Brézé épouse en secondes noces Diane de Poitiers, dont postérité)[4].
- 1512-1521 : Jacques de Dreux, chevalier, seigneur/baron du Fresne (probablement Le Fresne au comté d'Eu, à Saint-Pierre[5], de Pierrecourt, Musy et Louye, cousin germain de la précédente, il lui succède comme seigneur d'Esneval et de Pavilly, vidame de Normandie, et meurt vers 1520. Il est le fils de Gauvin (III) de Dreux, seigneur du Fresne, seigneur de Pierrecourt, de Musy et de Louye (vers 1438-1508) et de Marguerite de Fourneaux, fille de Robert de Fourneaux. Jacques de Dreux épouse : en premières noces vers 1499 demoiselle Madeleine d'Hames, décédée le 18 juillet 1516, inhumée à Louye, fille de Jean d'Hames et de Jacqueline d'Oignies, dont postérité ; en secondes noces le 11 octobre 1518, demoiselle Marguerite de Marincourt, fille de Jean de Marincourt, et de Jacqueline d'Aunay, sans postérité (veuve, elle se remarie en secondes noces le 22 septembre 1522 à Jacques d'Hellenvilliers, seigneur de la Ferté-Fresnel) ; dont, du premier lit :
- 1521-1540 : Nicolas de Dreux, seigneur d'Esneval, de Pavilly et du Fresne, vidame de Normandie, mort le 2 août 1540[1].
- Charlotte, dame de Pierrecourt, épouse de Charles de Moüy (Moÿ) de la Mailleraye
- 1540 - : Anne de Dreux, dame d'Esneval et de Pavilly, sœur du précédent, épouse en 1528 René de Prunelé († 1543 ; Prunelé/Prunelay en Beauce était un château disparu : il existe Prunay et Prunelle...) chevalier, seigneur d'Herbault et Gazeran, panetier du roi[1]. Leur fils est André, qui suit.

## Famille de Prunelé
- André de Prunelé († 1581), seigneur de Gazeran et des Rotis, d'Esneval et de Pavilly, vidame de Normandie, décédé en 1581. Il épouse en 1558 demoiselle Marguerite Le Veneur, fille de Jean Le Veneur de Tillières, chevalier, seigneur de Tillières, du Homme(t) et Carrouges, capitaine de Vire, bailli de Rouen, de Gillonne de Montejean, dont :
- 1581-1618 : Charles de Prunelé († 18/04/1624, Paris), seigneur d'Esneval et de Pavilly, vidame de Normandie, seigneur et châtelain de Gazeran, Marchelainville, Beauverger et Glatigny, gentilhomme ordinaire la chambre du roi, ambassadeur en Écosse. En 1583, il épouse Madeleine Pinart, décédée le 6 avril 1654 à Paris, vicomtesse de Comblizy, dame de Cramaille, Monthoury, Marolles et Servenay, fille de Claude Pinart, chevalier, seigneur de Cramaille, « premier baron de Valois », vicomte de Comblisy, baron de Louvois, conseiller du Roi, secrétaire d'État et de ses commandements, sous Henri III, et de Marie de L'Aubépine, dame de la reine mère. D'où Nicolas, Elisabeth et Françoise, qui suivent.
- Nicolas de Prunelé, chevalier, seigneur de Pavilly et d'Esneval, vidame de Normandie, seigneur de Gazeran, décédé en novembre 1653, sans postérité ;
- Elisabeth, épouse de Jean Le Bouteiller de Senlis
- Françoise de Prunelé, sœur du précédent ; épousa Anne de Tournebu, baron de Livet, seigneur de Bourges, conseiller et premier président aux requêtes du parlement de Rouen. Leur petit-fils est Robert Le Roux d'Acquigny d'Esneval, fils de leur fille Madeleine, épouse de Claude Le Roux d'Acquigny, qui suit.

## Famille Le Roux
- 1689-1693 : Robert Le Roux, fils aîné de Claude Le Roux, seigneur d'Acquigny, chevalier, baron d'Esneval et d'Acquigny, vidame de Normandie, sire de Pavilly, châtelain de Cambremont[6] et du Mesnil-Jourdain, seigneur de Becdal, conseiller au parlement de Rouen. Il était ambassadeur au Portugal lorsque son père mourut. Il envoya de ce pays en 1689 une procuration pour choisir comme préciput dans l'héritage paternel la baronnie d'Acquigny. Son aïeule Françoise de Prunelé lui avait donné en 1677 la baronnie d'Esneval et le vidamé de Normandie, sous condition d'en prendre le nom et les armes. Il avait épousé le 5 avril 1684 Anne-Marie-Madeleine de Canouville, et mourut à Grodno dans le grand-duché de Lituanie le 15 février 1693, inhumé à Varsovie ;
- 1693-1746 : Anne Claude Robert Le Roux d'Esneval, chevalier, baron d'Esneval et d'Acquigny, vidame de Normandie, sire de Pavilly, etc., conseiller au parlement de Rouen, fils aîné de Robert Le Roux, il succéda à son père dans la baronnie d'Acquigny sous la garde noble de son oncle Claude Le Roux. Il devint président à mortier en 1712 au même Parlement, et épousa au mois de mars 1714 Marie-Marthe Le Marchand de Bardouville ;
- 1746-1788 : Pierre Robert Le Roux d'Esneval, seigneur d'Esneval et d'Acquigny, marquis de Grémonville, vidame de Normandie, dit le président d'Acquigny, dont :
- 1788-1790 : Esprit-Robert Le Roux d'Esneval, dernier seigneur d'Esneval et d'Acquigny, marquis de Grémonville, vidame de Normandie; il devint président à mortier en 1772 au Parlement de Rouen, et fut connu sous le nom de Président d'Esneval. Né le 27 mai 1747, il épousa le 5 novembre 1772 une demoiselle Félicité de Morant[7], et décéda le 3 août 1791 à Rouen.

## Survivance des vidames de Normandie
- 1790-1791 : Esprit-Robert Le Roux d'Esneval (1747-1791), dernier seigneur d'Esneval, marquis de Grémonville, voir ci-dessus, père de :
- 1791-1819 : Esprit Marie Robert Le Roux d'Esneval (Rouen, 22 mai 1777-1819), marquis de Grémonville, père de :
- 1819-1826 : Esprit Marie Robert Théophile Le Roux d'Esneval (2 septembre 1800-29 août 1825), marquis de Grémonville, frère de :
- 1826-1865 : Juliette Antoinette Le Roux d'Esneval (1803-1865), épouse Adrien Bézuel (1787-1858), dont :
- 1865-1876 : Louis Bézuel-Le Roux d'Esneval (Fresquiennes, 25 mai 1826-Rouen, 27 avril 1876)